# Kearny (Arizona)
Kearny es un pueblo ubicado en el condado de Pinal en el estado estadounidense de Arizona. En el Censo de 2010 tenía una población de 1950 habitantes y una densidad poblacional de 268,03 personas por km².

## Geografía
Kearny se encuentra ubicado en las coordenadas 33°3′22″N 110°54′30″O / 33.05611, -110.90833. Según la Oficina del Censo de los Estados Unidos, Kearny tiene una superficie total de 7.28 km², de la cual 7.15 km² corresponden a tierra firme y (1.67%) 0.12 km² es agua.

## Demografía
Según el censo de 2010, había 1950 personas residiendo en Kearny. La densidad de población era de 268,03 hab./km². De los 1950 habitantes, Kearny estaba compuesto por el 83.23% blancos, el 0.46% eran afroamericanos, el 0.77% eran amerindios, el 0.41% eran asiáticos, el 0.05% eran isleños del Pacífico, el 11.64% eran de otras razas y el 3.44% pertenecían a dos o más razas. Del total de la población el 41.59% eran hispanos o latinos de cualquier raza.